# John Fujioka
John Fujioka (Keaau (Olaa), Hawaii, 1925. június 29. – Los Angeles, 2018. december 13.) japán származású amerikai színész.

## Élete
Mamoru Fujioka néven japán szülők gyermekeként látta meg a napvilágot a Hawaiihoz tartozó Keaʻau (más néven: ʻOlaʻa) településen. Apja Kenpro Fujioka (1873-?), anyja Kimiyo Fujioka (1890-?) volt. Egy húga mellett, két nővére és egy bátyja volt.
A 19-éves Fujioka 1944. január 3-án önkéntesként vonult be az amerikai hadseregbe, hogy segítse a Japán Birodalmi Hadsereg elleni hadműveleteket. A Csendes-óceáni Katonai Hírszerző Kutatórészlegre (PACMIRS, Pacific Military Intelligence Research Section) osztották be, ahol fordító, majd hírszerző és adatelemző volt. Frontszolgálatra nem vezényelték, amerikai területen lévő támaszpontokról adott támogató szolgálatot. Japánba 1945 novemberében, a háború befejezése után került. Katonai szolgálataiért több katonai érdemrenddel is kitüntették.
1962-től színészettel kezdett el foglalkozni, mely során leginkább japán harcművész, illetve katona karakterszerepekben tűnt fel. Harcművész mester szerepében volt látható az Amerikai nindzsa című filmben Michael Dudikoff oldalán, míg a második világháború után is továbbharcoló japán katonaként, az "Utolsó repülés Noé bárkáján" című kalandfilmben, illetve Kamasuka szerepében a Kincs, ami nincs című kaland-vígjátékban Bud Spencer és Terence Hill oldalán.
Több kedvenc időtöltése, hobbija volt, így például az ikebana, tajcsicsuan, jóga, utazás, maratonfutás és dobermannjai. Élettársi kapcsolatban élt egy Gerald "Jerry" Lentes nevű férfival. Halálakor nem szokványos temetést, hanem ún. "Élet ünnepet" tartottak lakhelyén és hamvait a tengerbe szórták.

## Filmszerepei
- Confessions of an Opium Eater (1962) - árverésvezető
- A Girl Named Tamiko (1962) - Minya
- McHale's Navy (1964) - japán J.G.
- Submersion of Japan (1973) - Narita
- Midway (1976) - Tamon Yamaguchi ellentengernagy
- Six Million Dollar Man (1975) - Kuroda
- Futureworld (1976) - Mr. Takaguchi
- The Private Eyes (1980) - Mr. Uwatsum
- The Last Flight of Noah's Ark (1980) - Cleveland
- The Octagon (1980) - Isawa
- Kincs, ami nincs (1981) - Kamasuka
- Some Kind of Hero (1982) - Tan Tai kapitány
- They Call Me Bruce? (1982) - mester
- Amerikai nindzsa (1985) - Shinyuki
- Body Slam (1986) - Mr. Kim
- Steel Dawn (1987) - Cord
- The Last Samurai (1988) - Yasujiro Endo
- Paint It Black (1989) - Mr. Lee
- Martial Law (1990) - Chang
- V.I. Warshawski (1991) - Sumitora
- American Samurai (1992) - Tatsuya Sanga
- American Yakuza (1993) - Isshin Tendo
- Mortal Kombat (1995) - főpap
- Tear It Down (1997)
- Pearl Harbor (2001) - Nishikura

## További információ
- John Fujioka a PORT.hu-n (magyarul)
- John Fujioka az Internetes Szinkronadatbázisban (magyarul)
- John Fujioka az Internet Movie Database-ben (angolul)
- John Fujioka a Rotten Tomatoeson (angolul)

## Fordítás
- Ez a szócikk részben vagy egészben  a   John Fujioka című angol Wikipédia-szócikk fordításán alapul.  Az eredeti cikk szerkesztőit annak laptörténete sorolja fel. Ez a jelzés csupán a megfogalmazás eredetét és a szerzői jogokat jelzi, nem szolgál a cikkben szereplő információk forrásmegjelöléseként.